# カタリーナ・フォン・ザクセン (1468-1524)
カタリーナ・フォン・ザクセン（ドイツ語：Katharina von Sachsen, 1468年7月24日 - 1524年2月10日）は、オーストリア大公ジークムントの二番目の妃。

## 生涯
カタリーナはザクセン公アルブレヒト3世とズデンカ・ス・ポジェブラトの間の長子である。1484年に、カタリーナは16歳でオーストリア大公ジークムントと結婚したが、ジークムントはすでにこの時56歳であった。この結婚で子供は生まれなかった。カタリーナはチロルにおいて政治的役割を果たすことはなかった。1487年、ジークムントの前の愛妾は、カタリーナがジークムントを暗殺しようとしていると讒言した。ジークムントの政治体制はもはや維持できる状態になく、1487年にはジークムントはチロルの領地内で無力であり、フリードリヒ3世がチロルを支援する状態であった。ジークムントにより新しくつくられた制約のため、在地貴族との争いが絶えず起こっていた。最終的に1490年にジークムントは廃位され、その結果カタリーナに対する予算はかなり低いものとなった。ジークムントは1496年に死去し、カタリーナは1496年かその翌年にブラウンシュヴァイク＝カレンベルク＝ゲッティンゲン公エーリヒ1世と再婚したが、1女アンナ・マリアが生まれたのみであった。1524年にカタリーナは死去し、ミュンデンに埋葬された。ロイ・ヘリングにより墓碑が作られた。